# قرارة الكدر
قَرَارَةَ الْكُدْرِ ويقال قرقرة الكدر، وهي بناحية معدن بني سليم قريب من الأخضية وراء سد معونة وبين المعدن وبين المدينة ثمانية برد.